# Waterloo Sunset
«Waterloo Sunset» — песня британской рок-группы The Kinks. В мае 1967 года вышла как сингл и вошла в выпущенный в сентябре 1967 года альбом Something Else by The Kinks. Она поётся от лица лирического героя, который наблюдает за парой влюблённых, прогуливающихся по мосту у вокзала Ватерлоо в Лондоне, размышляя о любви и городской жизни. В песне переплетаются мечты о будущем и воспоминания о прошлом, создавая атмосферу ностальгии и романтики, отражающую дух Лондона 1960-х и надежды целого поколения.
Считается, что упомянутые в песне Терри и Джули — это актёр Теренс Стэмп и его тогдашняя девушка актриса Джули Кристи.

## Признание
В 2004 году журнал Rolling Stone поместил песню «Waterloo Sunset» в исполнении группы The Kinks на 42 место своего списка «500 величайших песен всех времён». В списке 2011 года песня также находится на 42 месте.
Кроме того, песня «Waterloo Sunset» в исполнении группы Kinks вместе с ещё тремя их песнями — «A Well Respected Man», «Lola» и «You Really Got Me» — входит в составленный Залом славы рок-н-ролла список 500 Songs That Shaped Rock and Roll.

## Каверы
Свои версии песни в разные годы исполняли Эллиотт Смит, Дэвид Боуи и другие.

### Версия Кэти Деннис
Кэти Деннис включила свою версию в альбом 1996 года Am I the Kinda Girl?. В следующем, 1997 году песня была ей издана как второй сингл с этого альбома.

## Список композиций
Британский сингл
1. Waterloo Sunset — 3:41
2. Consolation — 4:08
3. Sunny Afternoon — 3:16
4. I Just Love You — 4:00

Британский сингл (лимитированое издание)
1. Waterloo Sunset — 3:41
2. Consolation — 4:08
3. Sunny Afternoon — 3:16
4. West End Pad (Alternative Supple 7") — 3:41

### Чарты
| Чарт (1996)                     | Наив. поз. |
| ------------------------------- | ---------- |
| Великобритания (OCC UK Singles) | 11         |